# 방울꽃
방울꽃(Strobilanthes oliganthus)은 쥐꼬리망초과의 여러해살이풀이다.

## 생태
한국·일본 등지에 분포하는 여러해살이풀로 낮은 지대의 습기가 있는 응달에서 자란다. 꽃말은 만족이다. 원줄기는 30-60cm 자라고 사각형이며 마디의 윗부분이 굵어진다. 잎은 마주나고 넓은 난형이며 양면에 털이 있고 가장자리에 둔한 톱니가 있다. 잎자루는 길이 1-5cm이다. 9월에 연한 자줏빛 꽃이 피는데, 아침에 피었다가 저녁에 지며, 뒷부분의 잎겨드랑이에 달린다. 소포엽이 있고, 화관은 통처럼 생겼으며 길이 3cm 정도로 밑부분이 약간 굽으면서 갑자기 좁아진다. 4개의 수술 중 2개는 길다. 열매는 꽃받침보다 다소 길며 4개의 종자가 들어 있다.

## 참고 문헌
- 이 문서에는 다음커뮤니케이션(현 카카오)에서 GFDL 또는 CC-SA 라이선스로 배포한 글로벌 세계대백과사전의 내용을 기초로 작성된 글이 포함되어 있습니다.